# Isabel Cheix
Isabel Cheix Martínez  (Málaga, 18 de enero de 1839 - Sevilla, 6 de agosto de 1899), fue una escritora y poeta española procedente de una familia acomodada, su padre era ingeniero de minas, que residió entre Almería, Málaga y Sevilla. 

## Biografía
Dedicó Isabel su juventud al cuidado de sus hermanos al quedar huérfana de madre a los 19 años, alternando desde entonces las tareas domésticas con sus aficiones literarias.
De pensamiento tradicional y conservador, como nota sabemos que ofreció una conferencia en Sevilla con el sugerente título de “¿Debe o no ilustrarse la mujer?” y acorde con ello merece destacarse su pensamiento publicado en el diario malagueño El Ateneo en 1889: “Sólo comprendo la felicidad en la práctica de la virtud”.
Escribió bajo el seudónimo de Martín Ávila. 
Se educó en Almería y muy pronto se trasladó a Sevilla.

## Obra
Comenzó publicando sus poemas en la prensa local malagueña y participó en diversos concursos literarios, caso del celebrado en la Academia Bibliográfica Mariana de Lérida en 1868, donde se la premió con una cítara de oro y plata por su leyenda “El Caballero de Nápoles”. Fue premiada años más tarde y con sendas cítaras por sus poemas “La ofrenda Milagrosa”, “El Ancora de Salvación” y “Nuestra Señora de la Cinta”.
Su producción poética incluye también el poema “La cruz del Valle” y el romance de temática religioso popular “La romería del Rocío”, premiada con una rosa de plata en los Juegos Florales de Murcia en 1876. 
En el ámbito histórico destacaron su poema “La muerte de Cervantes” y la leyenda “El Rey Mártir”, premiada por la Academia de Buenas Letras de Sevilla, así como sus romandes “El cautivo”, “El Incendio de Astaza” y “Romancero de Pedro I de Castilla”. 
En el ámbito narrativo publicó la novelita Las memorias de un plato de China, premiada con una engalantina de oro en 1877, así como otras de temática religiosa, La Estrella de los Mares, Historia de la Virgen María (1873), Historia de Santa Teresa de Jesús (1893), Clemencia y El Amatistero. 
Para el teatro tenemos tres obritas publicada, el drama Magdalena (1896 y 1903), el sainete de La tía Lechuza (1906) y la comedia Violeta.
Como literata, su primera obra fue " Al Lucero de la mañana". Escribió en total 27 novelas y nueve leyendas. Como periodista, colaboró en "La semana católica"; "Revista Compostelana"; "Revista Católica"; "Asta regia"; "El folletín"; "Sevilla Mariana"; "Cádiz"; "La Ilustración Artística". 
Como reconocimiento el Gobierno de la República Argentina le encargó un libro para las escuelas titulado: "Los cuentos de la abuela"